# Sovan Chatterjee

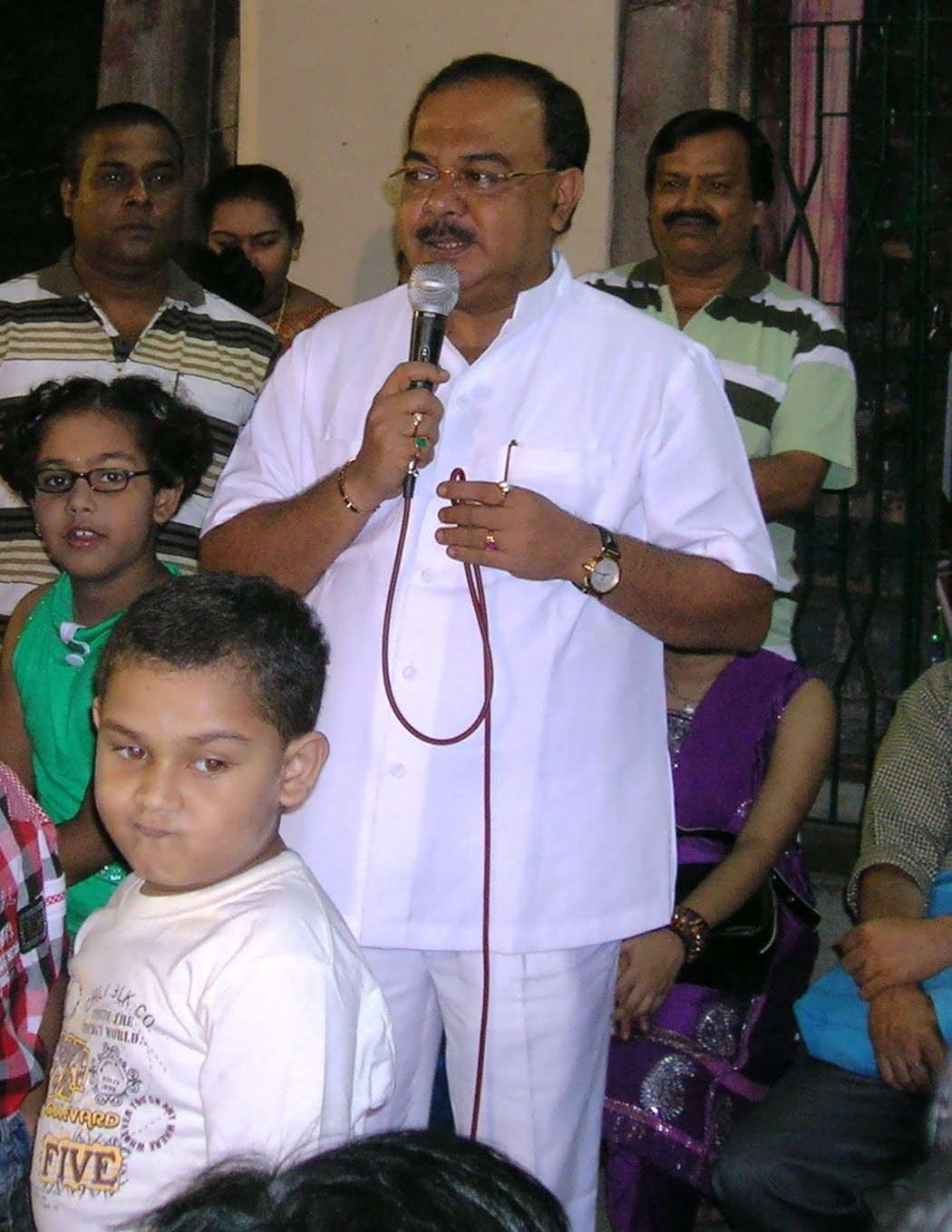
Sovan Chatterjee

Sovan Chatterjee (bengalisch: শোভন চট্টোপাধ্যায়, Śobhan Caṭṭopādhyāẏ; * 7. Juli 1964) ist ein indischer Politiker. Seit dem 13. Mai 2011 ist er Bürgermeister von Kalkutta. Chatterjee ist Mitglied des All India Trinamool Congress.